# Ферри-де-Пиньи, Евгений Ипполитович
Евгений(-Маврикий) Ипполитович Ферри-де-Пиньи (1827–1909) — российский архитектор. Автор построек в Санкт-Петербурге.

## Биография
Родился 18 (30) августа 1827 года в семье французского писателя и переводчика И. И. Ферри-де-Пеньи. Вольноприходящий ученик Академии художеств. В 1851 году получил звание свободного художника за проект «частного дома для отдачи в наем».
В 1876 году занял должность городского архитектора при петербургской городской управе, заведующий плановым архивом городской управы. Архитектор петербургского городского общества взаимного от огня страхования (1890-е). Действительный член Петербургского общества архитекторов (с 1879).
Имел награды: орден Святого Станислава 3-й степени (1891). Статский советник.
В Петербурге жил по адресу: Чернышёв переулок, 24 (1900—1904); Большая Монетная улица, 40 (1904—1909).

## Проекты и постройки
- Особняк С. П. Галахова. Улица Маяковского, 46 — Артиллерийская улица, 3 (1852—1853)[8];
- Доходный дом. Дровяной переулок, 10 (1857; надстроен)[8];
- Производственные сооружения сахарного завода А. Л. Штиглица (перестройка и расширение). Выборгская набережная, 13, левая часть, двор (1858—1861; перестроены)[8];
- Доходный дом. Греческий проспект, 11 (1859; надстроен)[8];
- Доходный дом (включён существовавший дом). Набережная канала Грибоедова, 80 — Красноградский переулок, 5 (1860, совместно с Н. П. Гребенкой; перестроен и расширен)[8];
- Доходный дом. Улица Марата, 30 (1860; перестроен)[8];
- Доходный дом. Греческий проспект, 9 — 4-я Советская улица, 4, угловая часть (1860; надстроен)[9];
- Доходный дом (расширение). Витебская улица, 19 — Мясная улица, 7 (1860)[10];
- Жилой дом. Малый проспект Петроградской стороны, 2, правая часть (1860)[10];
- Доходный дом (флигель). Улица Союза Печатников, 30 — Дровяной переулок, 16 (1860—1863)[10];
- Доходный дом (включён существовавший дом). Старо-Петергофский проспект, 7 (1860, 1873)[10];
- Доходный дом (перестройка). 4-я Советская улица, 9 (1862)[10];
- Доходный дом. 9-я линия, 70 (1864)[10];
- Доходный дом. Троицкий проспект, 14 (1864, 1873)[10];
- Доходный дом. 7-я Красноармейская улица, 11 (1866; надстроен)[10];
- Доходный дом. Захарьевская улица, 13 (1872, (?))[10];
- Доходный дом (включён существовавший дом). Псковская улица, 30 (1874)[10];
- Доходный дом (надстройка). Витебская улица, 4 (1875)[10];
- Доходные дома. Троицкий проспект, 8— 10 (1875, 1878)[10];
- Доходный дом. 1-я Красноармейская улица, 4 (1876)[10];
- Доходный дом. 3-я линия, 16 (1880)[10];
- Доходный дом (надстройка и расширение). Набережная Фонтанки, 195 — Садовая улица, 124 (1880—1882)[10];
- Доходный дом (включён существовавший дом). Загородный проспект, 34 (1881)[10];
- Доходный дом. Курляндская улица, 21 (1892; включён в существующее здание)[10];
- Доходный дом (включён существовавший дом). Разъезжая улица, 6 (1898—1899; завершён М. И. фон Вилькеном)[10];
- Доходный дом. Улица Печатника Григорьева, 4 (1900)[10];
- Дом и бани П. М. Михайлова. Боровая улица, 59—61 (1900; включены в существующие здания)[10];
- Доходный дом. Смоленская улица, 3—5 (1903—1904; перестроен)[11].